# Dapedium
Dapedium es un género extinto de peces actinopterigios prehistóricos del orden Semionotiformes. Este género marino fue descrito científicamente por Leach en 1822.

## Especies
Clasificación del género Dapedium:
- † Dapedium Leach 1822

- - † Dapedium caelatum Quenstedt 1858
  - † Dapedium granulatum Agassiz 1835
  - † Dapedium noricum Tintori 1983
  - † Dapedium pholidotum Agassiz 1832
  - † Dapedium politum Leach 1822
  - † Dapedium punctatum Agassiz 1835
  - † Dapedium stollorum Thies y Hauff 2011
  - † Dapedius angulifer Agassiz 1835
  - † Dapedius caelatus Quenstedt 1858
  - † Dapedius colei Agassiz 1835
  - † Dapedius costai Bassani 1892
  - † Dapedius dorsalis Agassiz 1836
  - † Dapedius inornatus Henry 1876
  - † Dapedius magnevillei Agassiz 1836
  - † Dapedius milloti Sauvage 1891
  - † Dapedius orbis Agassiz 1836
  - † Dapedius pholidotus Agassiz 1832
  - † Dapedius punctatus Agassiz 1835